# Trahisons (pièce de théâtre)
Pour les articles homonymes, voir Trahison (homonymie) et Betrayal.

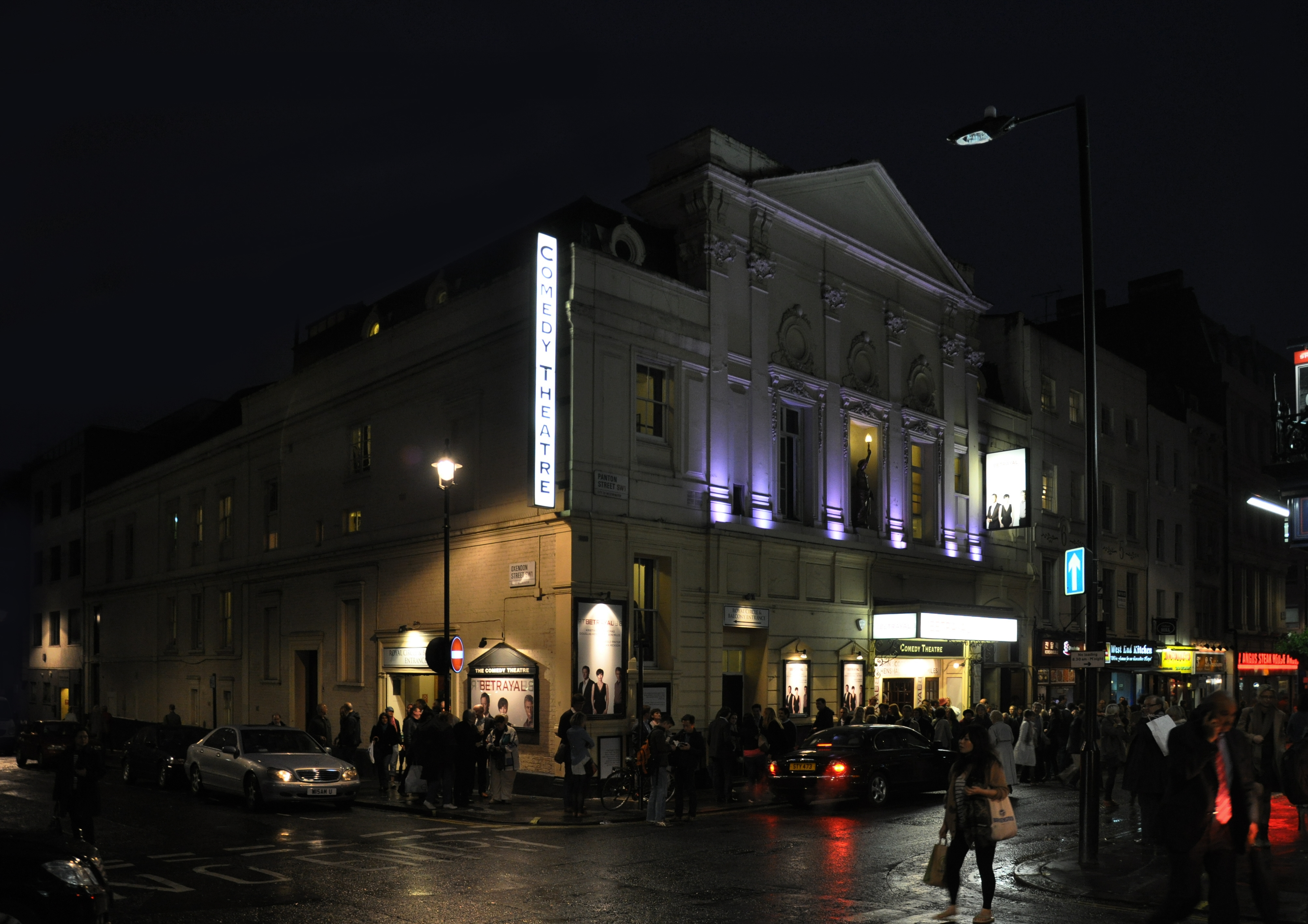
Théâtre de comédies londonien, mettant à l'affiche la pièce Betrayal de Harold Pinter

Trahisons (Betrayal) est une pièce de théâtre du dramaturge et prix Nobel de littérature anglais Harold Pinter. 
La pièce a été créée en 1978 au Royal National Theatre de Londres dans une mise en scène de Peter Hall. 
Raymond Gérome a mis en scène la création française en 1982 au théâtre Montparnasse.

## Résumé
Emma est galeriste, elle a entretenu une relation avec Jerry, agent littéraire, qu'elle a avouée, voici quatre ans à son mari Robert qui est éditeur et aussi le meilleur ami de Jerry. La pièce s'ouvre sur un aveu, non pas un aveu au mari de l'infidélité passée, mais un aveu à Jerry : Emma lui apprend qu'elle a tout dit à son mari Robert.

## Analyse
La pièce reprend la figure ternaire du vaudeville avec la femme, le mari et l'amant. Toutefois, il ne s'agit pas ici d'humour burlesque. Entre les trois personnages, c'est tout le poids du non-dit et de l'incommunicabilité qui pèse sur les échanges.

## Représentations

### Théâtre Montparnasse,1982
- Mise en scène : Raymond Gérome
- Texte Français : Éric Kahane
- Emma : Caroline Cellier
- Jerry : Andre Dussollier
- Robert : Sami Frey
- Le Garçon de restaurant : Salvino di Pietra

### Théâtre des Célestins,1984
- Mise en scène : Sami Frey
- Décor : Agostino Pace
- Costumes : Sami Frey
- Lumière : Bob Zaremba
- Son : Fred Kiriloff
- Emma : Marthe Keller
- Patrick Caillard
- Michel Duchaussoy
- Sami Frey

### Théâtre de l'Atelier,1999
- Mise en scène : David Leveaux
- Texte français : Éric Kahane
- Décor : Rob Howell, collaboration Louis-Pierre Letoublon
- Costumes : Emmanuel Peduzzi
- Lumières : Pascal Sautelet
- Emma : Marianne Basler
- Jerry : Bernard Yerles
- Robert : Philippe Volter
- Le Garçon de restaurant : Francois Aubineau

### Broadway,2000
Notes : Il s'agit de la reprise à Broadway de la mise en scène de David Leveaux, mais avec une distribution franco-américaine
- Betrayal (Trahisons)
- Mise en scène : David Leveaux
- Texte français : Éric Kahane
- Décor : Rob Howell
- Production : Roundabout Theatre Company
- Emma : Juliette Binoche
- Jerry : John Slattery
- Le Garçon de restaurant : Liev Schreiber

### Théâtre de l'Athénée-Louis-Jouvet,2006
- Mise en scène : Philippe Lanton
- Texte français : Séverine Magois
- Scénographie et lumière : Yves Collet
- Costumes : Perrine Leclère-Bailly
- François Marthouret
- Thibault de Montalembert
- Nathalie Richard

### Théâtre duLucernaire,2017
- Mise en scène : Christophe Gand
- traduction : Eric Kahane
- Emma : Gaëlle Billaut-Danno
- Jerry : Yannick Laurent
- Robert : François Feroleto
- Serveur : Vincent Arfa
- Scénographie : Goury
- Décor : Claire Vaysse
- Costumes : Jean-Daniel Vuillermoz
- Lumières : Alexandre Icovic

### Théâtre de l'Oeuvre, 2025
- Mise en scène : Tatiana Vialle
- traduction : Olivier Cadiot
- Emma : Marie Kaufmann
- Jerry : Swann Arlaud
- Robert : Marc Arnaud
- Scénographie & vidéo : Alain Lagarde
- Costumes : Camille Rabineau
- Lumières : Christian Pinaud

## Adaptation cinématographique
- 1983 : Trahisons conjugales (Betrayal) de David Hugh Jones, avec Jeremy Irons, Ben Kingsley, Patricia Hodge